# Günter Schabowski
Günter Schabowski (født 4. januar 1929 i Anklam i Mecklenburg i Tyskland, død 1. november 2015 i Berlin) var en kommunistisk politiker i DDR.
Han blev født i Anklam i Mecklenburg i Preussen og studerede journalistik i Leipzig. Schabowski blev redaktør af fagforeningsbladet Tribüne. I 1952 blev han medlem af det statsbærende kommunistparti SED i den sovjetisk besatte del af Tyskland, og i 1978 blev han chefredaktør for propagandaorganet Neues Deutschland. I 1981 blev han medlem af centralkomiteen i kommunistpartiet, og i 1985 blev han den første førstesekretær i partilaget i Østberlin og desuden medlem af politbureauet.
Schabowski blev berømt over hele verden, da han som politbureaumedlem den 9. november 1989 som følge af en misforståelse annoncerede på en direkteoverført international pressekonference at nye udrejsebestemmelser skulle gælde "omgående" ("ab sofort").
Titusinder af mennesker strømmede til Berlinmuren, hvor grænsevagterne, uvillige til at bruge vold mod sine egne landsmænd for at forsvare besættelsesregimet, tillod fri passage.
Efter at kommunistpartiet SED var blevet omdannet ekskluderede den venstresocialdemokratiske arvtager PDS alle kommunister, som havde deltaget i aktiv kollaboration med besættelsesmagten, og Schabowski var blandt dem som blev smidt ud. Efter Tysklands genforening blev han stillet for retten tiltalt for landssvig, men da han tog fuldstændig afstand fra regimet i DDR, fik han en fængselsstraf på kun tre år, og blev løsladt før tid efter otte måneders afsoning. Han har senere været en stærk offentlig kritiker af dette regime og af de som samarbejdede med det, og af socialisme i almindelighed, og har stærkt beklaget sine handlinger under denne tid. Han har igen været virksom som journalist og redaktør for en lille lokalavis mellem 1992 og 1999 og har offentlig annonceret, at han nu støtter det konservative parti CDU. Op til sin død boede han i Berlin med sin russiske kone.

## Citater
- "Det som imponerer mig mest er at jeg var en ansvarlig repræsentant for et regime som folk led under, og hvor undertrykkelsen var rettet mod individer, som blev forfulgt på grund af sine oppositionelle synspunkter. Deres position var den rette. Min position var den gale. Vi havde ikke evner til demokrati, men prøvede i fraværet af bedre argumenter at skille os af med meningsmodstandere med direkte vold"

## Publikationer
- Der Absturz, Rowohlt Berlin Verlang, 1991
- Das Politbüro, Ende eines Mythos, Eine Befragung, publiseret af Frank Sieren og Ludwig Koehne, Rowohlt, rororo Aktuell 12888, Reinbeck 1991